# Jaan Lukas
Jaan Lukas, estonski general, * 1892, † 1953.